# Domostroi
Domostroi, auch Domostroj (russisch Домострой, wörtlich Hausordnung) ist ein russischer Gesetzeskodex aus dem 16. Jahrhundert, der bis ins 19. Jahrhundert im Gebrauch war.

## Entstehung
Nach Annahmen einiger Historiker entstand der Domostroi bereits im 15. Jahrhundert unter dem Nowgoroder Bojarentum und der Kaufmannsschicht. Mitte des 16. Jahrhunderts wurde der Domostroi im Auftrag des jungen Iwan IV. des Schrecklichen vom Protopopen Silvester und dem Metropoliten Makarij überarbeitet. Diese zweite Fassung ist bis heute erhalten. Da der Kodex einen breiteren Kreis erreichen sollte, ist er, im Gegensatz zu den damals vorherrschenden altkirchenslawischen religiösen Texten, in einer lebhaften Umgangssprache geschrieben und teilweise mit Sprichwörtern versehen. Deshalb stellt er einen wichtigen Markstein in der Literaturgeschichte dar.
Der Domostroi beinhaltet sorgfältig zusammengestellte Regeln des öffentlichen, religiösen und insbesondere familiär-alltäglichen Verhaltens und hat eine moralisierende und disziplinierende Funktion. Besonders detailliert wird darin auf die Haushaltsführung eingegangen. Obwohl die enthaltenen Ratschläge keineswegs der Praxis entsprachen, erlauben sie indirekt Rückschlüsse auf das Alltagsleben.

### Kritik am Domostroi durch Tolstoi
Nach dem russischen Dichter des 19. Jahrhunderts Leo Tolstoi wird im Domostroj die „uneingeschränkte Gewalt des Hausherrn über Weib, Kind und Gesinde gepredigt“. In seiner Erzählung Die Kreutzersonate (1891), die explizit das Verhältnis Mann und Frau als Thema hat, lässt er eine Dame gesprächsweise sagen, dass diese Schrift eine „barbarische Vorstellung von Weib und Ehe“ zeige.